# Ethniki Odos 97
Die Ethniki Odos 97 (griechisch Εθνική Οδός 97 ‚Nationalstraße 97‘) ist eine 77 Kilometer lange Straßenverbindung auf der Insel Kreta in Griechenland. Sie führt von Iraklio über Mires nach Agia Galini an der Südküste der Insel.

## Verlauf
Die Straße beginnt in Iraklio (Ηράκλειο) an der Straße Ethniki Odos 90, die größtenteils der Nordküste der Insel Kreta folgt, und führt nach Südwesten zunächst über die Venizelos-Straße und über die Autobahn Aftokinitodromos 90 sowie weitgehend neu trassiert weiter an Siva, Venerato und Avgeniki vorbei nach Agia Varvara. Von dort verläuft sie durch zwei längere Tunnel nach Kaparianà und weiter nach Westen nach Mires (Μοίρες), der größten Stadt der fruchtbaren Messara-Ebene. Sie folgt dem Fluss Geropotamos und führt nahe an der Ausgrabungsstätte Phaistos vorbei nach Tymbaki (Τυμπάκι). Von hier folgt die Straße der Küste nach Nordwesten über Kokkinos Pyrgos nach Agia Galini (Αγία Γαλήνη), wo sie in der Nähe der Marina endet.